# Dziewica Kanunu

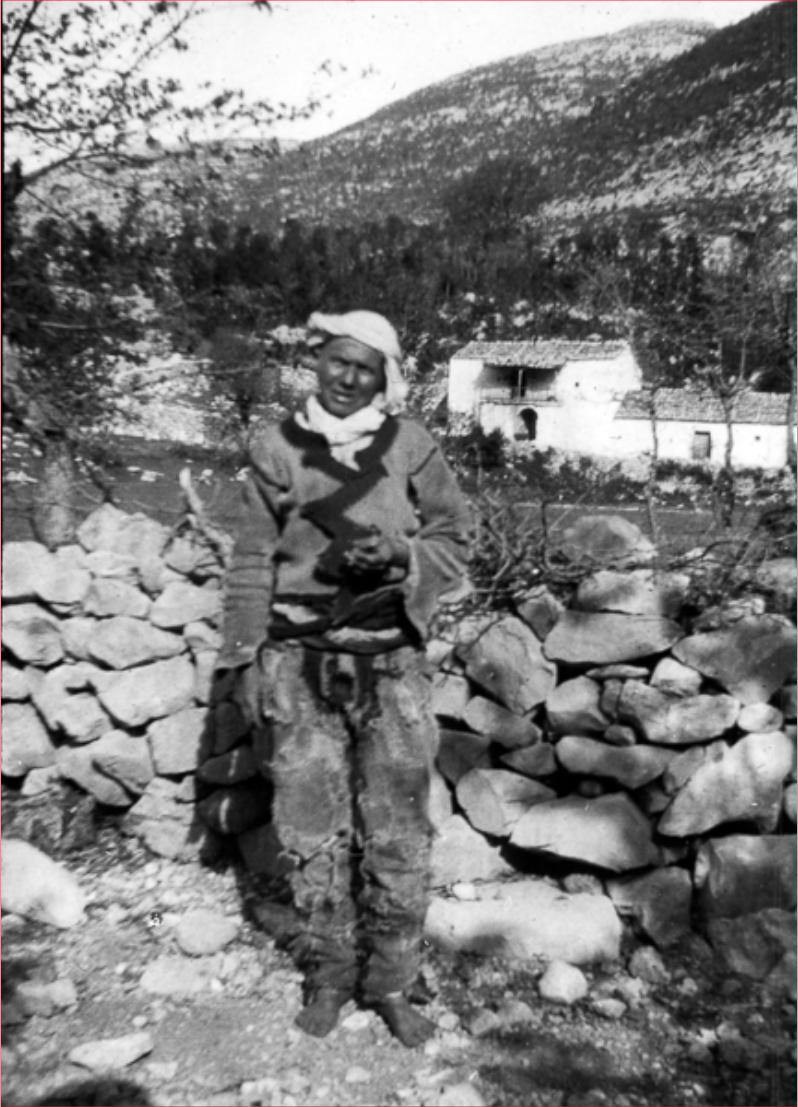
Dziewica Kanunu sfotografowana przez Edith Durham w rejonie Rapsha

Dziewica Kanunu (alb. burrnesh, virgjineshe, vajzë e betuar; ang. sworn virgins) – w albańskim prawie zwyczajowym pojęcie to określa osobę, która będąc kobietą, na mocy złożonej przysięgi zachowania dziewictwa uzyskuje prawa i przywileje przysługujące mężczyznom.

## Opis zjawiska
Pojęcie związane jest ściśle z tradycyjnymi rolami społecznymi, przypisanymi płci, tak jak są zdefiniowane w prawie zwyczajowym. Decyzja o złożeniu przysięgi jest ściśle związana z nadrzędnością interesu rodziny nad interesem jednostki. Może to być związane z brakiem mężczyzn w rodzinie, którzy mają prawo użycia broni w jej obronie. Innym powodem jest odmowa poślubienia mężczyzny z innej rodziny, co może narazić rodzinę kobiety na zemstę rodziny odrzuconego.
Przysięga może być złożona przez kobietę w formie aktu publicznego lub prywatnego i oznacza deklarację pozostania w abstynencji seksualnej do końca życia. Przysięga nie musi być aktem osobistego wyboru kobiety, może być decyzją wymuszoną przez rodzinę. Po jej złożeniu kobieta przywdziewa strój męski, ma prawo noszenia broni, przebywania w pomieszczeniach dla mężczyzn i pełnienia obowiązków gospodarza. Zyskuje także obowiązek uczestniczenia w krwawej zemście. Może jednak zachować swoje dotychczasowe imię, a członkowie rodziny określają ją zaimkiem „ona”. W przeciwieństwie do innych kobiet, którym Kanun gwarantuje „immunitet”, Dziewica Kanunu może stać się ofiarą zemsty rodowej.
Podobnym zjawiskiem w kulturze bałkańskiej przyjmowania przez kobietę przywilejów mężczyzny jest fenomen tobelija (tybeli, ostajnica, harambaša, muškobane, žena čovjek, zavetovana devojka), obecny w kulturze południowej Słowiańszczyzny. Szczególnie interesujący jest przykład Drko Memića z Gusinja (1910–1956), która z uwagi na brak dzieci płci męskiej w rodzinie od urodzenia była traktowana przez rodzinę jako chłopiec.
Fenomen dziewic Kanunu opisywali sporadycznie europejscy podróżnicy, odwiedzający Albanię. Jeden z najbardziej interesujących przykładów przedstawił brytyjski podróżnik Bernard Newman, któremu w czasie podróży po Albanii towarzyszył przewodnik, którego prawdziwą tożsamość poznał pod koniec podróży. Badania René Gremaux i Antonii Young prowadzone w latach 90. XX w., na terenie Albanii i Kosowa udowodniły, że pod koniec XX wieku fenomen Dziewic Kanunu był nadal aktualny i dotyczył kilkudziesięciu osób, żyjących na tym obszarze. W 2012 amerykańska fotografka Jill Peters przygotowała wystawę pt. Sworn Virgins of Albania, dokumentującą fenomen dziewic Kanunu, żyjących na obszarze Albanii i Kosowa.